# Елітер
Літературна творча спілка «Елітер» (ЛТС «Елітер») — добровільна творча організація літераторів зі всієї України. На сьогодні[коли?] налічує понад 70 дійсних членів.

## Історія спілки
Створена 26 червня  2011 у Хмельницькому з метою спільної публікації своїх творів членами спілки, захисту їхніх прав та для активної участі у літературному житті України.[джерело?]

### Свою Україну любіть
Свою Україну любіть — літературний «патріотичний салют», організований активістами літературної творчої спілки «Елітер», суть якого полягала у тому, що автори зі всієї України та із за кордону надсилали свої твори, присвячені Україні та її Незалежності на електронну пошту спілки. Роботи опрацьовувалися та виставлялися для обговорення на сайті спілки. Збір робіт тривав з 5 по 24 серпня 2011 року, свої роботи подало більше ста авторів. В результаті проекту вирішено було видати книгу, однойменний альманах, презентація якого проводилась 9 листопада 2011 року до Дня Української писемності і мови. Протягом презентації гості ознайомились із альманахом, творчістю авторів що взяли участь у ньому, проведено акцію «Підняти Українську книжку».

### Ближче до людей
Ближче до людей  — акція, що проводилась літературною творчою спілкою «Елітер», що полягала у розповсюдженні серед населення міста Хмельницького листівок із віршами з проекту «Свою Україну любіть». Такі листівки були розміщені в людних місцях та громадському транспорті. Метою проекту було довести творчість нових українських літераторів до читачів та підняти культурно-патріотичний рівень населення.

### Усі ми родом з Дитинства
Усі ми родом з Дитинства  — літературний конкурс, присвячений поняттям сім'ї, материнства, дитинства, родинного затишку та загальнолюдським цінностям. Конкурс мав за мету: пошук талановитих авторів, оприлюднення та популяризація їхніх творів на теренах України, реалізація їхнього творчого потенціалу в подальшому, підняття престижності літературної праці; пропагування сімейних та родинних цінностей, материнства, загальнолюдських цінностей серед дітей, молоді.
Роботи приймалися від 1 квітня 2012 року до 1 травня 2012 року. Вік учасників — необмежений. Мова написання творів — вільна. За результатами конкурсу, за підтримки видавництва книг «Лілія» видано два альманахи.

#### Усі ми родом з Дитинства «Оберіг»

книга «Усі ми родом з Дитинства „Оберіг“»

До книги «Усі ми родом з Дитинства „Оберіг“» увійшли: Алекса Павак, Інна Жижченко, Наталя Мазур, Ірена Марченко, Олександра Жукова, Сергій Плекан, В. А. С., Олександр Морщавка, Тетяна Городня, Галина Фесюк, Дар'я Рожновська, Уляна Воробець, Катерина Савельєва, Лариса Кожушко, Іван Романько, Михайло Плосковітов, Лариса Магдалінська, Мар'яна Данилюк, Володимир Прибила, Андрій Яремко, Алла Недоступ, Наталка Ярема, Тетяна Луківська, Любов Чернуха, Сергій Юрчук, Анжела Пампурак, Людмила Степаненко, Олександра Білинська, Алла Миколаєнко, Лія Низак, Альбіна Гудько (Ангеліна), Олег Гончаренко, Олена Сослюк, Олег Корнієнко, Валентина Курило, Ігор Рубцов, Вадим Кольдрус, Надія Гуржій, Ірина Гром'як, Ігор Бойчук, Ірина Стасюк, Ніна Авідон, Юрій Дячук, Наталя Данилюк, Іван Потьомкін, Олександр Печора (Ромоданець), Тетяна Яровицина, Віктор Ох, Ольга Малькут, Галина Белей, Тарас Кушнір, Олександр Пантелей, Наталія Затишна, Павло Хобор, Наталія Суржко, Оксана Боднар, Артем Рудий, Леся Сидорович, Василь Шляхтич, Ірина Саранча, Вікторія Крижко, Леся Горгота, Марія Гуменюк, Анатолій Ткаченко, Віктор Нагорний, Олекса Терен, Лариса Омельченко, Христина Архитка, Тарас Слобода, Ірина Пшиченко, В'ячеслав Буян, Геннадій Овруцький, Галина Рогова.

#### Усі ми родом з Дитинства «Добра казка»

книга «Усі ми родом з Дитинства „Добра казка“»

До книги «Усі ми родом з Дитинства „Добра казка“» увійшли: Наталка Кольоровісни, Мирослава Мельничук, Ігор Федчишин, Наталя Мазур, Алла Стасюк, Інна Гаврилюк, Таїсія Цибульська, Леся Кічура,  Олександра Малаш, Павло Каратінцев, Наталія Твердун, Леся Горгота, Марія Баліцька, Марія Гуменюк, Володимир Вакуленко-К, Іванна Мрига, Ніна Авідон, Ольга Сінькова, Віталій Ткачук, Анжела Пампурак, Лілія Ніколаєнко, Лідія Арджуна, Юрій Лях, Лариса Магдалінська, Альона Саховська, Лариса Іллюк, Михайло Цимбалюк, Лисиця, Людмила Линдюк, Юрій Балюк, Оксана Іванець, Володимир Радутний, Світлана Лозінська, Руслана Манько, Тарас Кушнір, Лія Низак, Олеся Рикмас, Валентина Руда, Алла Сиса, Ліна Масляна, Леся Шаповал, Марія Дем'янюк, Ярослав Дзісяк, Микола Брага, Аліна Стара, Ірина Зарічна, Олександра Бурбело, Валентина Семеняк-Штангей, Микола Шевчук.
Книга оформлена у тому ж стилі, що і «Усі ми родом з Дитинства „Оберіг“», але чітко прослідковується спрямування на наймолодших читачів.
Презентація планується у липні-серпні 2012 року.

## Видання, які формували члени ЛТС «Елітер»

### Незалежний літературно-художній альманах «Lithium»
Lithium — альманах, який видається з 2011 року Лілією Стасюк, Дмитром Моцпаном та їхніми колегами у місті Хмельницькому. Вийшло сім та збирається матеріал для восьмого номера. Редакція та видавництво подають твори у редакції автора, мовою оригіналу. Головною метою цього видання є надання можливості молодим авторам реалізувати свій творчий потенціал. Обмеження щодо мови написання, тематики, стилю та форми немає.

#### Перший номер
Перший номер вийшов у лютому 2011 року. До нього увійшли твори авторів зі всієї України, а саме: Лія Низак, Ірина Стасюк, Ryoku Katawashika, Елена Маргинова, Юрій Франків, Олена Будкова, Андрій Щегельський, Мар'яна Козак, Наталия Купцова, Дмитро Мельник, Ирина Василюк, Олеся Гречаник, Юлія Мариненко, Анна Шиканова , Олена Галецька, Марія Лабер, Анастасія Загорійчук, Лідія Пазенко, Светлана Нестерчук, Вадим Годованюк, Денис Павич, Анастасия Пилипак, Анжела Пампурак, Лилия Яремчук, Тетяна Яременюк, Марина Клімчук, Анна Малецька, Вікторія Сонячна, Юлия Яловая, Валентина Юрчина, Марія Бакало, Наталья Погорельская, Виталина Огородник, Аліна Подерня, Яна Купратая, Маргарита Жмакина, Людмила Коцирий, Екатерина Онисьева, Вадим Кольдрус, Тамара Трофімчук, Андриана Андрела, Ирина Гринь, Анастасия Беленецкая, Катерина Банашко, Мария Ципко, Анна Гончар, Ольга Бойко, Тетяна Гнатюк, Марія Стахов, Дмитрий Моцпан.
Малюнок на обкладинці Сергія Плохотнюка

#### Другий номер

Другий номер альманаху. Малюнок Марти Барнич.

Другий номер альманаху.

Другий номер вийшов у березні 2011 року. Традиційно до нього увійшли твори авторів зі всієї України, а саме: Лія Низак, Дмитрий Рад, Шеннон Горус, Андрій Щегельський, Андрій Волянюк, Наталія Куць, Александр Арчер, Жанна Кермач, Яна Купратая, Тетяна Боднарук, Марія Лабер, Анастасия Фенюк, Вадим Кольдрус, Анжела Пампурак, Кудряшка Ксю, Юлія Корчагіна, Юлія Мариненко, Анастасія Загорійчук, Вікторія Сонячна, Ілля Горобець, Артем Рудый, Алина Бобохина, Тетяна Легашова, Ксенія Завальнюк, Аліна Микитчик, Ірина Гринь, Тарас Кудін, Юлия Береговая, Анна Іваць, Ангеліна Зборовська, Анна Батских, Аліна Кукса, Альона Берковська, Марина Тимченко, Олена Хода, Вікторія Демид, Назар Лавровський, Ірина Стасюк, Алина Торопкина, Ірена Марченко, Назар Скальський, Маша Яценко, Ірина Дюкарєва, Юлия Яловая, Bjiadimir, Дар'я Мартилога, Ольга Арламовська, Роман Сегін, Роман Пилипяк, Максим Бек, Ірина Пушкевич, Віталіна Огороднік, Оксана Наумчук, Ірця Лаб'як, Екатерина Горбань, Дмитрий Моцпан.

#### Третій номер
Третій номер вийшов у травні 2011 року. Як завжди до нього увійшли твори авторів зі всієї України та із-за кордону, а саме: Лія Низак, Ігор Федчишин, Анжела Пампурак, Маріна Постернак, Ксенія Завальнюк, Алёна Берковская, Шеннон Горус, Bjiadimir, Вадим Кольдрус, Андрій Щегельський, Ольга Піскун, Алина Янковая, Настасья Ігнатьєва, Анна Трембач, Сергей Кинашевский, Ирина Паращук, Юлия Рехман, Руслана Денисюк, Clarin Neversmile, Іванна Тринадцятко, Ирина Гринь, Валерія Зенинець, Жанна Кермач, Екатерина Онисьева, Тетяна Дубравська, Анастасия Загорийчук, Анастасия Пилипак, Юлия Кирильчук, Яна Купратая, Ірена Марченко, Марина Крисюк, Дар'я Мартилога, Святая Грешнаца, Олександр Козинець, Тамара Кульова, Юлія Сайко, Наталія Тимошева, Артем Рудый, Екатерина Горбань, Олександр Діхтяр, Денис Павич, Людмила Кривокульська, Ігор Редька, Ірина Стасюк, Олег Доля, Марія Стахов, Вікторія Мовчан-Гогія, Дмитро Моцпан.

#### Четвертий номер

Четвертий номер альманаху. Картина: «Зустріч двох сердець» В.Щербина, м. Хмельницький.

Четвертий номер вийшов у липні 2011 року. До нього увійшли твори вже відомих та нових авторів, а саме: Лія Низак, Світлана Нестерчук, Валентина Руда, Анна Гончар, Вікторія Трач, Анжела Пампурак, Ігор Федчишин, Денис Павич, Анна Малецька, Альбіна Гудько(Ангеліна), Зоряна Адамович, Наталя Мазур, Дмитрий Гаврилов, Ирэна Марченко, Виктор «Вик Алукард» Беляков, Ірина Гринь, Ірина Розвадовська, Вакуленко-К. Володимир, Яна Купратая, Лена Веселова, Ірина Стасюк, Людмила Кривокульська, Олег Бакулін, Лариса Магдалинская, Світлана Кремінська, Ярослав Кржевицький, Роман Сандалюк, Алёна Годунова, Артём Рудый, Анастасія Загорійчук, Олег Доля, Келя Ликеренко, Вікторія Гончарова, Юлія Бабак, Сніжана Біла, Тетяна Яременюк, Вадим Кольдрус, Ілля Горобець, Юлия Яловая, Віктор Фінковський, Юрий Томенко, Bjiadimir, Алла Мазанюк, Юлія Спірідончук, Вікторія Мовчан-Гогія, Дарія Рудмк, Дмитро Моцпан.

#### П'ятий номер

П'ятий номер альманаху.

П'ятий номер вийшов у серпні 2011 року. У ньому представлені Лія Низак, Маріна Постернак, Сергій Кінашевський, Виктория Мовчан-Гогия, Павло Щепан, Ігор Пилипенко, Юлія Черкасова, Альона Берковська, Оксана Габа, Bjiadimir, Артём Рудый, Ольга Столяр, Микола Брага, Алёна Галецкая, Олександр Ковтун, Ігор Редька, Іван Мацько, Анжела Пампурак, Олег Доля, Ірина Стасюк, Келя Ликеренко, Натася Птася, Андрій Даньків, Анастасія Загорійчук, Юрий Мосаев, Леся Одинець-Завадська, Катерина Хоп'як, Інна Кайгородова, Наталя Данилюк, Андрій Яремко, Інна Іріс, Олена Брикса, Ігор Федчишин, Степан Ухач, Роза Туманова, Кудряшка Ксю , Аліна Бондарєва, Ольга Малькут, Жанна Кермач, Михайло Невідомський, Михаил Майборода, Ирэна Марченко, Світлана Вощина, Григорій Олійник, Вікторія Крижко, Вадим Кольдрус, Екатерина Онисьева, Владислав Бугайчук, Дмитрий Моцпан.

#### Шостий номер

Шостий номер альманаху. Картина: «Солодкий урожай» У.Бобрик, с. Заліси, Волинська область.

Шостий номер вийшов у жовтні 2011 року. До нього увійшли твори вже відомих та нових авторів, а саме: Лія Низак, Артём Рудый, Ирэна Марченко, Олеся Василець, Андрій Горбацьо, Аркадій Ткачук, Анжела Пампурак, Лідія Арджуна, Віталій Ратов, Роман Сандалюк, Леся Шаповал, Софія Анжелюк, Вікторія Крижко, Ігор Федчишин, Тарас Лісняк, Тарас & Роксоляна Лісняк, Юрий Мосаев, Сергій Мисько, Маріна Постернак, Аня Трембач, Галина Брошневська, Михаил Майборода, Роман Сивун, Ірина Стасюк, Ярослав Клочник, Людмила Кривокульська, Анастасия Загорийчук, Альбіна Гудько, Ярослав Дзісяк, Алина Бондарева, Ірина Розвадовська, В'ячеслав Буян, Наталя Мазур, Виктор «Вик Алукард» Беляков, Bjiadimir, Евгений Голодрыга, Вадим Кольдрус, Ігор Хлопик, Андрій Яремко, Дмитро Юнак, Ірина Гулак, Поліна Кулакова, Марія Дем'янюк, Дмитро Куренівець, Алла Мазанюк, Келя Ликеренко, Жанна Кермач, Ірина Федірко, Екатерина Горбань, Дмитрий Моцпан.

#### Сьомий номер
Сьомий номер вийшов у лютому 2012 року. У ньому представлені Лія Низак, Маріна Постернак, Сергій Кінашевський, Виктория Мовчан-Гогия, Павло Щепан, Ігор Пилипенко, Юлія Черкасова, Альона Берковська, Оксана Габа, Bjiadimir, Артём Рудый, Ольга Столяр, Микола Брага, Алёна Галецкая, Олександр Ковтун, Ігор Редька, Іван Мацько, Анжела Пампурак, Олег Доля, Ірина Стасюк, Келя Ликеренко, Натася Птася, Андрій Даньків, Анастасія Загорійчук, Юрий Мосаев, Леся Одинець-Завадська, Катерина Хоп'як, Інна Кайгородова, Наталя Данилюк, Андрій Яремко, Інна Іріс, Олена Брикса, Ігор Федчишин, Степан Ухач, Роза Туманова, Кудряшка Ксю , Аліна Бондарєва, Ольга Малькут, Жанна Кермач, Михайло Невідомський, Михаил Майборода, Ирэна Марченко, Світлана Вощина, Григорій Олійник, Вікторія Крижко, Вадим Кольдрус, Екатерина Онисьева, Владислав Бугайчук, Дмитрий Моцпан.

#### Презентації
24 травня 2011 року було проведено першу презентацію альманаху, у якій взяли участь автори, бібліотекарі, представники ЗМІ і всі небайдужі. — Легко писати автору тоді, коли знаєш, що будеш почутий. І твої твори не будуть залишені поза увагою, а знайдуть відгомін у серці когось, — звернулася до присутніх співредактор альманаху Лілія Стасюк. На сцену запросили постійного автора Анжелу Пампурак.- Я — не янгол, хоч дав бог душі крила. І у мріях, і снах я лечу в небеса. Я — не янгол, що мріє і плаче, що вірить в дива, — зачитала свої вірші Анжела. Було проведено вручення грамот і подяк учасникам. Автори альманаху долучилися до презентації. Після юної поетеси на сцені ділилися своїми переживаннями і зачитували вірші, уривки з роману Ілля Горобець, Вікторія Решетнік, Марія Лабар, Крістіна Журавльова, Анастасія Загорійчук, Дмитро Мельник.

Редактор альманаху «Lithium», Лілія Стасюк, розпочинає презентацію
Постійний автор альманаху «Lithium», Анжела Пампурак, зачитує свої вірші
Автор альманаху «Lithium», Дмитро Мельник, спілкується з присутніми
Автор альманаху "Lithium", Крістіна Журавльова, знайомить всіх із своїми роботами
Вручення авторам дипломів за участь "у Літературному Відродженні"
Колективне фото учасників першої презентації

27 серпня 2011 року відбулася Друга презентація незалежного літературно-художнього альманаху «Lithium». Місцем її проведення був Сьомий міжнародний історично-музичний фестиваль середньовічної культури «Стародавній Меджибіж 2011», який проводився у старовинному замку «Білий лебідь» смт Меджибіж Хмельницької області. Відвідувачі та учасники фестивалю мали унікальну можливість ознайомитися з усіма номерами альманаху.

#### Значення для суспільства
Альманах «Lithium» об'єднує незнайомих до цього людей із різних куточків України та світу для спільної мети — Відродження Української Літератури.
Велика кількість тих людей, які публікувались в альманасі «Lithium» заснували та стали членами Літературної творчої спілки «Елітер»

Області, представлені у першому номері незалежного літературно-художнього альманаху «Lithium»
Області, представлені у другому номері незалежного літературно-художнього альманаху «Lithium»
Області, представлені у третьому номері незалежного літературно-художнього альманаху «Lithium»
Області, представлені у четвертому номері незалежного літературно-художнього альманаху «Lithium»
Області, представлені у п'ятому номері незалежного літературно-художнього альманаху «Lithium»

За результатами п'яти номерів у альманасі «Lithium» представлені всі області України.

### Незалежний літературно-художній альманах «Lira»
Lira — альманах, який видається з 2012 року групою хмельницьких літераторів. На даний час вийшло чотири та збирається матеріал для п'ятого номера. Редакція та видавництво подають твори у редакції автора, мовою оригіналу. Головною метою цього видання є надання можливості молодим авторам реалізувати свій творчий потенціал. Обмеження щодо мови написання, тематики, стилю та форми немає. Альманах став чудовою можливістю для тих, хто хоче опублікувати вірші, прозу або есе. [Архівовано 18 вересня 2012 у Wayback Machine.] Альманах позиціонується, як подарункове видання, адже є можливість замовити два види надписів на титульній сторінці: «Авторський примірник…» — тільки для авторів і тільки в одному екземплярі, «На згадку від …» — можна замовити безліч примірників, не лише авторами, а й читачами. «Залиш про себе гарну згадку» — гасло альманаху.

#### Перший номер

Третій номер альманаху.

Перший номер вийшов у січні 2012 року. До нього увійшли твори авторів зі всієї України, а саме: Сергій Плекан, Наталя Мазур, Поліна Кулакова, Микола Брага, Катерина Горбань, Юрій Мосаєв, Андрій Яремко, Ярослав Клочник, Наталя Данилюк, Роман Сандалюк, Артем Рудий, Олеся Василець, Дана Домініка, Дмитро Куренівець, Анастасія Загорійчук, Леся Сидорович, Олекса Терен, Алекса Павак, Аліна Бондарєва, Сагайда (Віталій Ратов), Аліна Блохіна, Людмила Кривокульська, Вільна Айлен, Альбіна Гудько (Ангеліна), Лія Низак, Лілія Ніколаєнко, Ірена Марченко, Олена Москвич, Олександр Москвич, Олег Карнаушенко, Наталія Суржко, Оксана Сидорчук «Кудряшка Ксю», Шеннон Горус (Ігор Хлопик), Анжела Пампурак, Олена Сослюк, Аркадій Ткачук, Геннадій Овруцький, Інна Кайгородова, Вадим Кольдрус, Аліна Стара, Ірина Лавренкова, Тетяна Дубравська, Павло Хобор, Віталій Ткачук, Ігор Федчишин, Дар'я Мартилога, Марічка Ковальчук, Євген Голодрига, Олег Доля, Олександра Жукова, В'ячеслав Буян, Євген Сахно, Вікторія Цебрій, Надія Шероцька, Богдан Устиянський, Ліна Дмитренко, Максим Пішов, Ірина Стасюк, Наталка Ярема, Галина Російчук, Анатолій Притуляк, Сем'янів Данута-Вразлива, Наталія Головкіна (Шипшинка), Альона Берковська, Марія Дем'янюк, Ольга О.

#### Другий номер
Другий номер вийшов у березні 2012 року. Традиційно до нього увійшли твори авторів зі всієї України, а саме: Лілія Ніколаєнко, Марина Шандорук, Марія Гуменюк, Оксана Сергієнко, Алла Стасюк, Тетяна Луківська, Ярослава Федунь, Андрій Яремко, Катерина Савельєва, Таїсія Цибульська, Тарас Кушнір, Олена Саховська, Катерина Горбань, В'ячеслав Буян, Леся Межеровська, Сергій Селезньов, Анастасія Загорійчук, Сем'янів Данута-вразлива, Ірена Марченко, Вадим Кольдрус, Артем Рудий, Ярослав Ковальчук, Людмила Кривокульська, Ірина Стасюк, Світлана Самоліченко, Ярослав Антипін, Тамара Кульова, Анастасія Бондаренко, Поліна Кулакова, Сніжана Біла, Василь Царинюк, Тарас Ковальчук, Олена Мельничук, Павло Хобор, Лариса Магдалінська, Аліна Блохіна, Наталя Мазур, Любов Чернуха, Ігор Федчишин, Юлія Набок-Бабенко, Наталка Ярема, Віктор ОХ, Наталя Данилюк, Валентина Савелюк, Людмила Линдюк, Ліоліна Донченко, Надія Біла, Анжела Пампурак, Надія Шероцька, Марія Сулименко, Анатолій Альбещенко, Лія Низак, Мирослав Дердюк, Юрій Мосаєв, Анастасія Лінчук, Алла Мегель, Євген Голодрига, К, Тетяна Дубравська, Віталій Ткачук, Валентина Курило, Анатолій Притуляк, Леся Шаповал, Ольга Шатайло, Аліна Бондарєва, Лідія Арджуна.

#### Третій номер

Третій номер альманаху.

Третій номер вийшов у липні 2012 року. До нього увійшли твори авторів зі всієї України, а саме: Анжела Пампурак, Мирослав Дердюк, Вікторія Цебрій, Innessanew (Інна Гаврилюк), Алла Мегель, Аліса Гаврильченко, Роман Сандалюк, В'ячеслав Буян, Микола Салтан, Ірина Гром'як, Ольга Малькут, Олег Гончаренко, Олександра Бурбело, Марія Баліцька, Вікторія Фещук, Анастасия Загорийчук, Ірина Стасюк, Ігор Федчишин, Вадим Кольдрус, Ірина Сьоміна, Павло Хобор, Артем Рудий, Марія Гуменюк, Поліна Кулакова, Сем'янів Данута-Вразлива, Ліоліна Донченко, Людмила Кривокульська, Наталя Мазур, Валентина Курило, Ярослав Дзісяк, Антон Срібний, Володимир Радутний, Юрій Мосаєв, Ірена Марченко, Марія Дем'янюк, Віталій Ткачук, Христина Єлісєєва, Руслана Манько, Шеннон Горус (Ігор Хлопик), Наталія Суржко, Ольга Шатайло, Олена Сослюк, Марина Онищук, Оксана Іванець, Тетяна Картузова, Наталка Кольоровісни, Lora Vasko, Наталя Данилюк, Леся Приліпко, Тетяна Кабанова, Ірина Пшиченко, Лія Низак, Олена Абрамська, Євген Голодрига, Альбіна Гудько(Ангеліна), Тетяна Циганець, Ярослав Ковальчук, Світлана Крилова, Ярослава Підлужна, Костянтин, Іванна Тимощук.

#### Четвертий номер
17 вересня 2012 року побачив світ четвертий номер Літературно-художнього альманаху «Ліра».
Авторський склад цього номера: Марія Родінко, Іван Жусєв-Полтавський, Інна Жижченко, Ольга Рибчинська, Олександра Бурбело, Андрій-Ярий Яремко, Андрій Підручний, Олександра Пилипенко, Марина Онищук, Олександр Морщавка, Оксана Ланська, Настя Затворницька, Роман Сандалюк, Яна Боднарчук, Поліна Кулакова, Дмитро Куренівець, Володимир Ручка, Інна Бабак (Конвалія), Олена Абрамська, Олена Нікітіна, Літа Ахметова, Антон Срібний, Володимир Та Наталя Радутні, Марія Дем'янюк, Наталія Суржко, Ярослав Ковальчук, Громовиця, Олександр Бойків, Ірена Марченко, Алла Мегель, Леся Приліпко, Катерина Савельєва, Катерина Горбань, Артем Рудий, Наталія Макієвська, Сергій Макеєв, Анастасія Загорійчук, Наталя Данилюк, Валентина Савелюк, Тарас Ковальчук, Михайло Плосковітов, Вікторія Фещук, Тетяна Сидорчук, Анжела Пампурак, Вадим Кольдрус, Юрій Репула, Веніамін Левадський (Морський Лев), Богдан Коваль, Марія Гуменюк, Валентина Курило, Володимир Вакуленко-К, Соломія Журба (Лідія Нестеренко-Ланько), В'ячеслав Буян, Людмила Кривокульська, Ірина Стасюк, Ігор Федчишин, Лія Низак, Віталій Ткачук, Ірина Сьоміна, Іванна Тимощук, Оксана Сав'як, Віра Пастухова, Настяша, Альона Саховська, Аліса Гаврильченко.

#### П'ятий номер
12 листопада 2012 року побачив світ п'ятий номер Літературно-художнього альманаху «Ліра».
Авторський склад цього номера: Олександра Бурбело, Артем Рудий, Алла Мегель, Василь Попов, Ольга Шишкіна, Олена Тітко, Анастасія Загорійчук, Олег Осадчий, Надя Позняк, Інна Кулько, Вадим Когутко, Галина Литовченко, Ольга Король, Шеннон Горус (Ігор Хлопик), Тетяна Власенко, Роман Сандалюк, Яніка Тереш, Аліса Арпентьєва, Світлана Броварна, Мар'яна Данилюк, Віталій Ткачук, Альбіна Гудько (Ангеліна), Інна Бабак (Конвалія), Жанна Кермач, М.Коралова, Юрген Пті, Віктор Ох, Олена Собко, Ольга Жук, Марина Онищук, Наталя Данилюк, Леся Геник, Ярослав Дзісяк (Дорожний), Іван Жусєв-Полтавський, Сергій Коломієць, Олена Нікітіна, Людмила Пастушенко (Юлія Джеджула), Наталія Суржко, Анжела Пампурак, Вікторія Ненаденко, В'ячеслав Буян, Леся Приліпко, Галина Рогова, Олена Абрамська, Аліна Голик, Людмила Глагольєва, Олексій Глагольєв, Володимир Та Наталя Радутні, Володимир Радутний, Валентина Курило, Анастасія Мозгова Михайло Майборода, Катерина Савельєва, Ніна Авідон, Ірена Марченко, Ірина Стасюк, Наталка Кольоровісни, Вадим Кольдрус, Ігор Федчишин, Лія Низак, Поліна Кулакова.